# Emmanuel Moh
Emmanuel Moh est un footballeur ivoirien, né le 14 avril 1949 à Abidjan. Il évolue au poste de milieu de terrain du milieu des années 1960 à la fin des années 1970.
Surnommé Eusébio, il commence sa carrière à l'Africa Sports avant de rejoindre la France pour poursuivre ses études. Il joue alors au Montpellier PSC puis à l'AC Arles.
International ivoirien, il dispute avec la sélection la Coupe d'Afrique des nations en 1974.

## Clubs
- Africa Sports[1],[2],[3]
- Montpellier La Paillade[4],[5]
- AC Arles[6]